# Mesoplophora flavida
Mesoplophora flavida är en kvalsterart som beskrevs av Wojciech Niedbała 1985. Mesoplophora flavida ingår i släktet Mesoplophora och familjen Mesoplophoridae. Inga underarter finns listade i Catalogue of Life.